# Вир (Домжале)
Вир (словен. Vir) — поселення в общині Домжале, Осреднєсловенський регіон, Словенія.
Висота над рівнем моря: 305,6 м.